# Cinnamomum longipaniculatum
Cinnamomum longipaniculatum (Gamble) N.Chao ex H.W.Li – gatunek rośliny z rodziny wawrzynowatych (Lauraceae Juss.). Występuje naturalnie w południowych Chinach – w prowincji Syczuan. 

## Morfologia
PokrójZimozielone drzewo dorastające do 20 m wysokości. Kora ma szarawą barwę. Gałęzie są nagie.
LiścieNaprzemianległe. Mają kształt od owalnego do eliptycznego. Mierzą 6–12 cm długości oraz 3,5–6,5 cm szerokości. Są nagie. Nasada liścia jest klinowa. Blaszka liściowa jest o krótko spiczastym wierzchołku. Ogonek liściowy jest nagi i dorasta do 20–35 mm długości.
KwiatySą niepozorne, obupłciowe, zebrane w silnie rozgałęzione wiechy o owłosionych osiach, rozwijają się w kątach pędów. Kwiatostany dorastają do 9–20 cm długości, podczas gdy pojedyncze kwiaty mają długość 2–3 mm. Są owłosione i mają żółtawą barwę.
OwoceMają kulisty kształt, osiągają 8 mm średnicy, mają zielonkawą barwę.

## Biologia i ekologia
Rośnie w wiecznie zielonych lasach. Występuje na wysokości od 600 do 2000 m n.p.m. Kwitnie od maja do czerwca, natomiast owoce dojrzewają od lipca do września.